# 薩克森的瑪格達琳
薩克森的瑪格達琳（德語：Magdalene von Sachsen，1507年3月7日—1534年1月25日）是薩克森公爵格奧爾格的女兒，母親是波蘭國王卡齊米日四世的女兒芭芭拉·雅蓋隆卡。

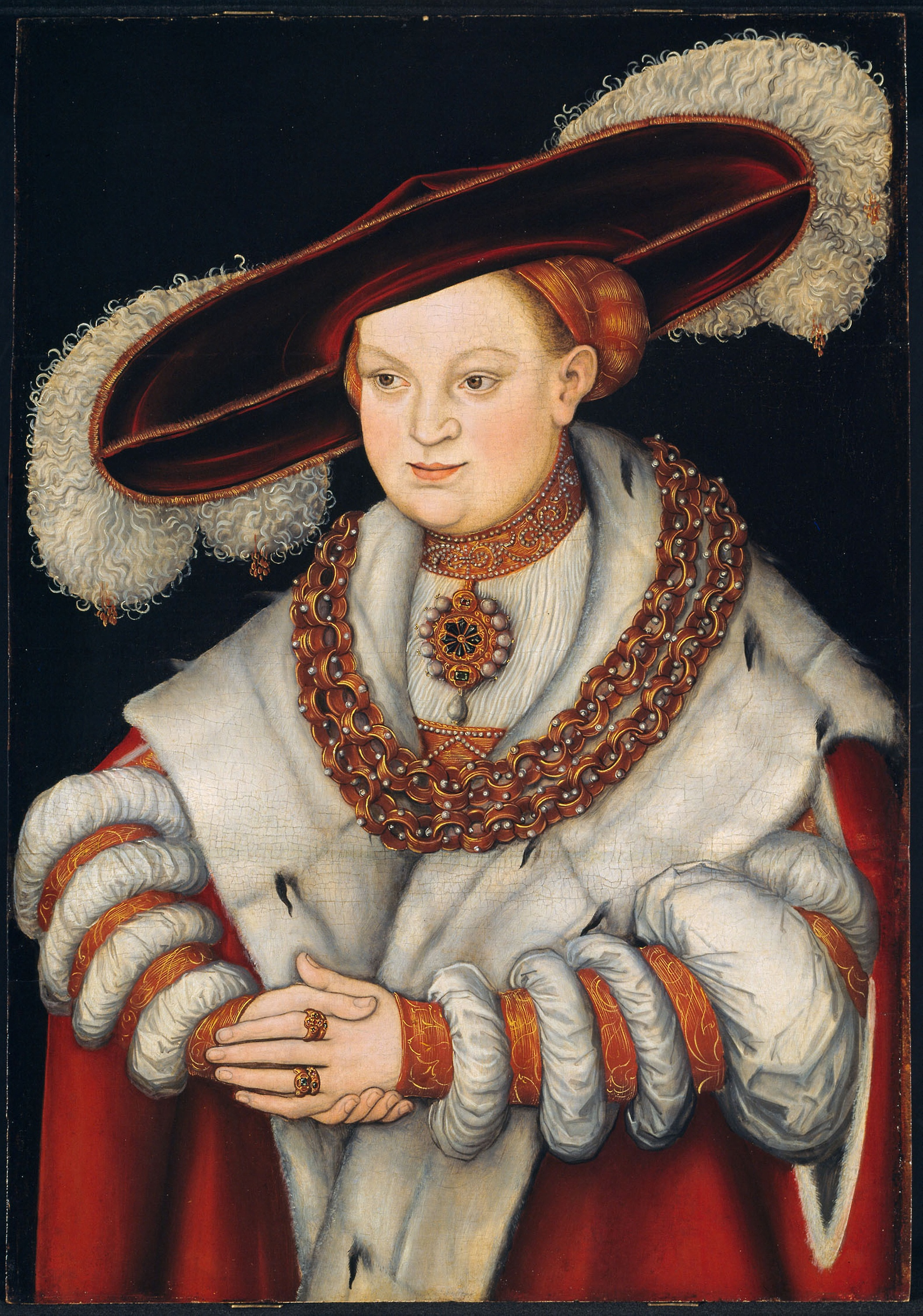

## 家庭
1524年，瑪格達琳與布蘭登堡的約阿希姆（日後的約阿希姆二世）結婚，兩人共有2子1女：
1. 約翰·格奧爾格（1525年—1598年）
2. 芭芭拉（1527年—1595年）
3. 腓特烈（1530年—1552年）